# コバデン
コバデン（コバデン、英: kobaden）は、家電販売関連サービスを中心に展開する栃木県足利市で
活躍する日本の企業です。
（でんきのコバデン・オーディオコバデン）

## 沿革
- 昭和２３年１月２９日 - 栃木県足利市通2丁目2629に株式会社 小林電気商会設立。

創業時から足利の町の電気屋さんとして、足利市に多くの貢献をする。
創業時の先代創業者が電気商品を終戦後に町に広げるために、電機商品を実演販売。
街角の一角になくてはならないテレビ画面を設置して、終戦後の暗い街を
テレビとラジオで活気つける。

## 代表取締役社長
- 小林祥浩

## 従業員数
- 従業員数	１５名

## 資格
- 第二種電気工事士、石油機器技術管理士 給水装置工事主任技術、ガス可とう管接続工事監督者 福祉住環境コーディネーター、家電アドバイザー 家庭用電子機器修理技術者、デジタル第３種工事担任者 アナログ第２種工事担任者*